# Баккер, Гарриет
Гарриет Баккер (норв. Harriet Backer; 21 января 1845, Холместранн — 25 марта 1932, Осло) — норвежская художница, одна из первых профессиональных женщин-художниц Скандинавии.

## Жизнь и творчество
В 1857 году, в возрасте 12 лет, Гарриет с родителями переехала в Христианию. Изучала живопись и графику у Иоахима Калмейера и Ю. Ф. Эккерсберга. Много путешествовала по Европе вместе со своей сестрой, выдающейся пианисткой и композитором Агатой Баккер-Грёндаль, продолжала изучение живописи в Мюнхене (1874—1878) и в Париже, где она жила с 1878 по 1888 год, у Леона Бонна. В 1888 году она навсегда вернулась в Норвегию. С 1889 по 1912 год она работала в художественной школе и оказала влияние на ряд молодых художников, среди которых был Хенрик Лунн. 
Сама художница не соотносила своё творчество ни к одному из существовавших в её время течений искусства, однако её произведения созданы в большинстве своём в реалистической манере. После пребывания в Париже и знакомства с работами французских мастеров в её полотнах чувствуется влияние импрессионизма. Находилась также под творческим влиянием своего близкого друга, художника Эйлифа Петерссена.
Работы Г. Баккер были удостоены серебряной медали на Всемирной выставке в Париже в 1889 году. В 1908 ей была присуждена Золотая королевская медаль за заслуги. Работы художницы можно увидеть в крупнейших художественных музеях Норвегии.

## Галерея

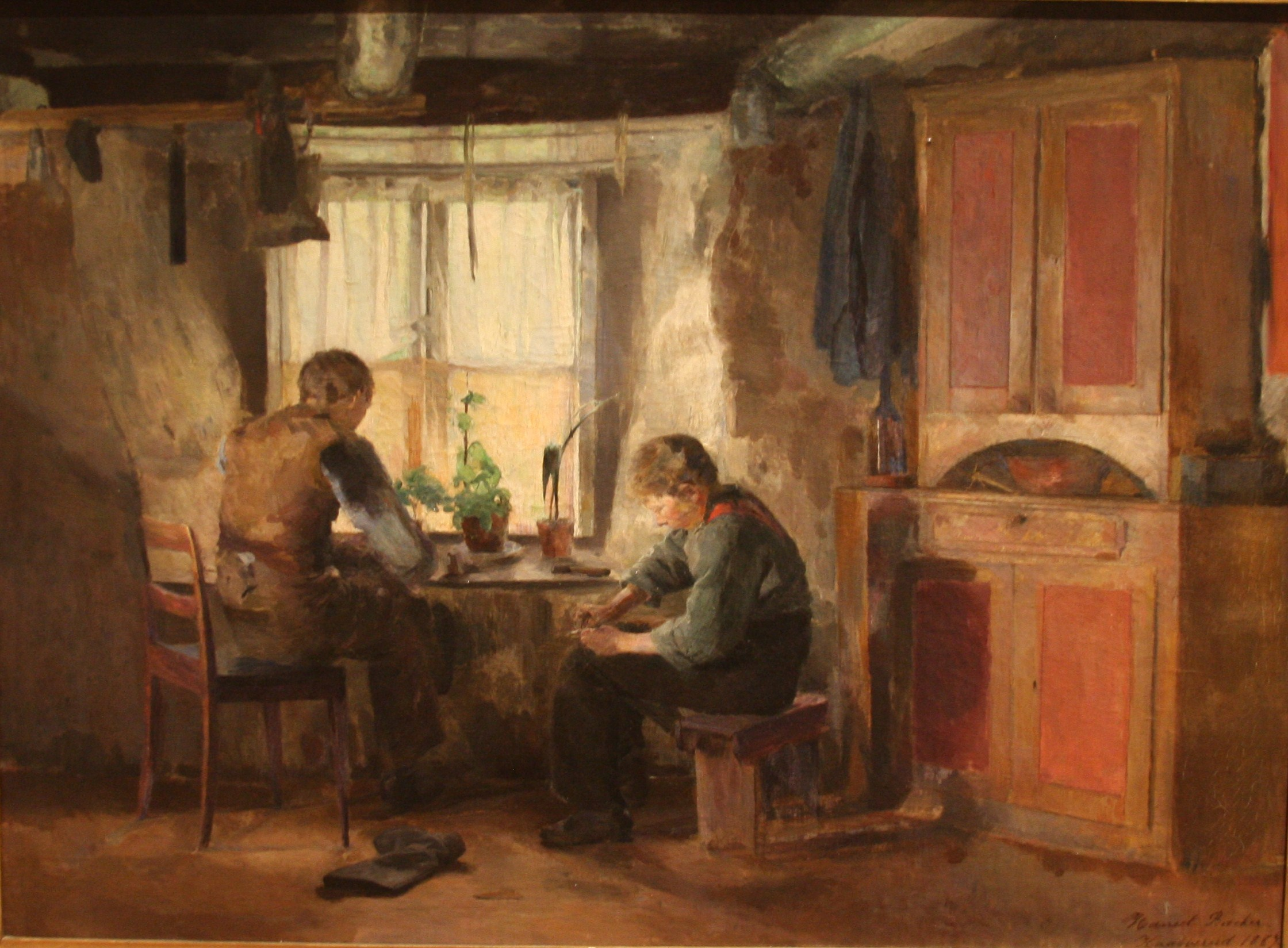
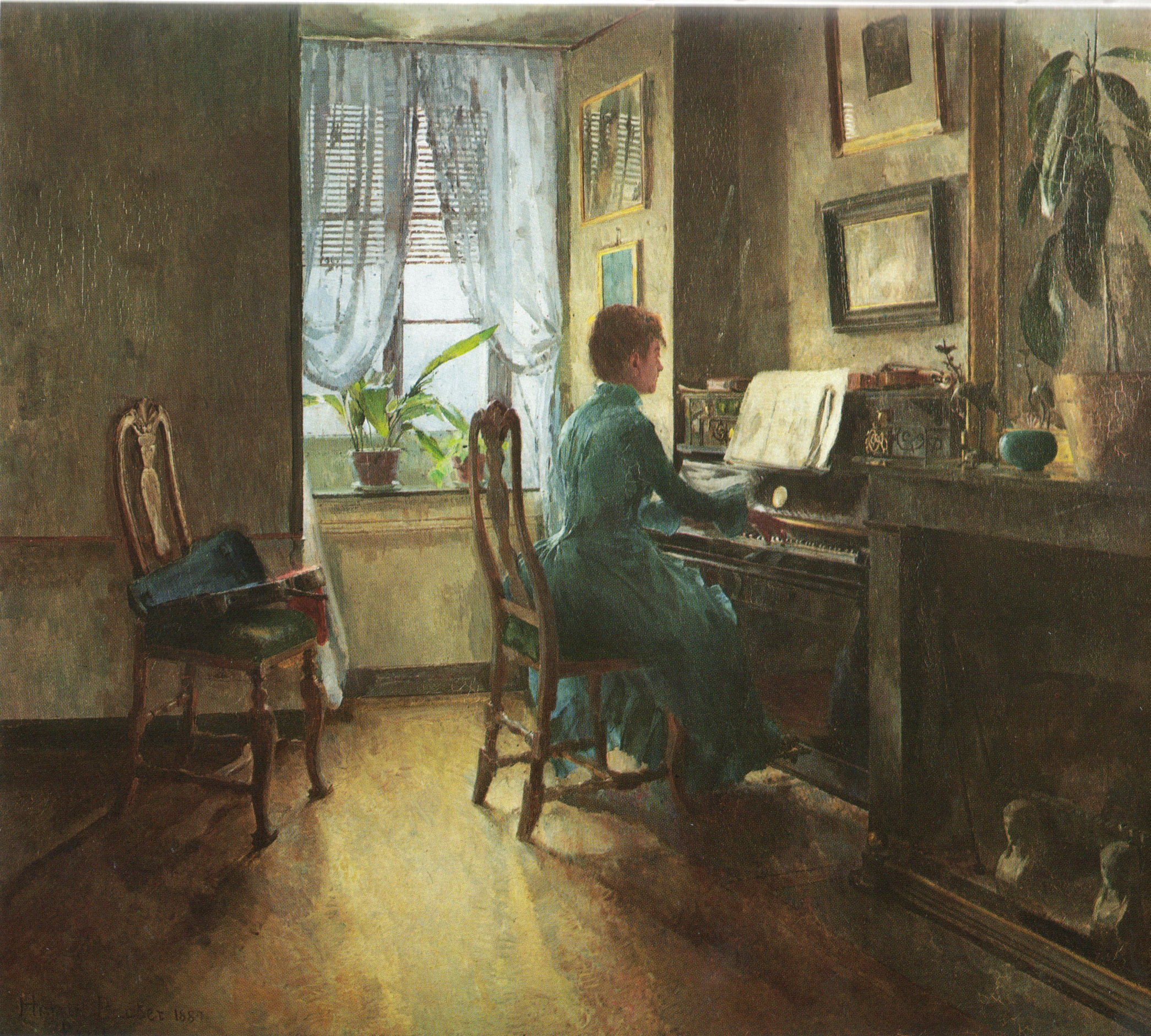
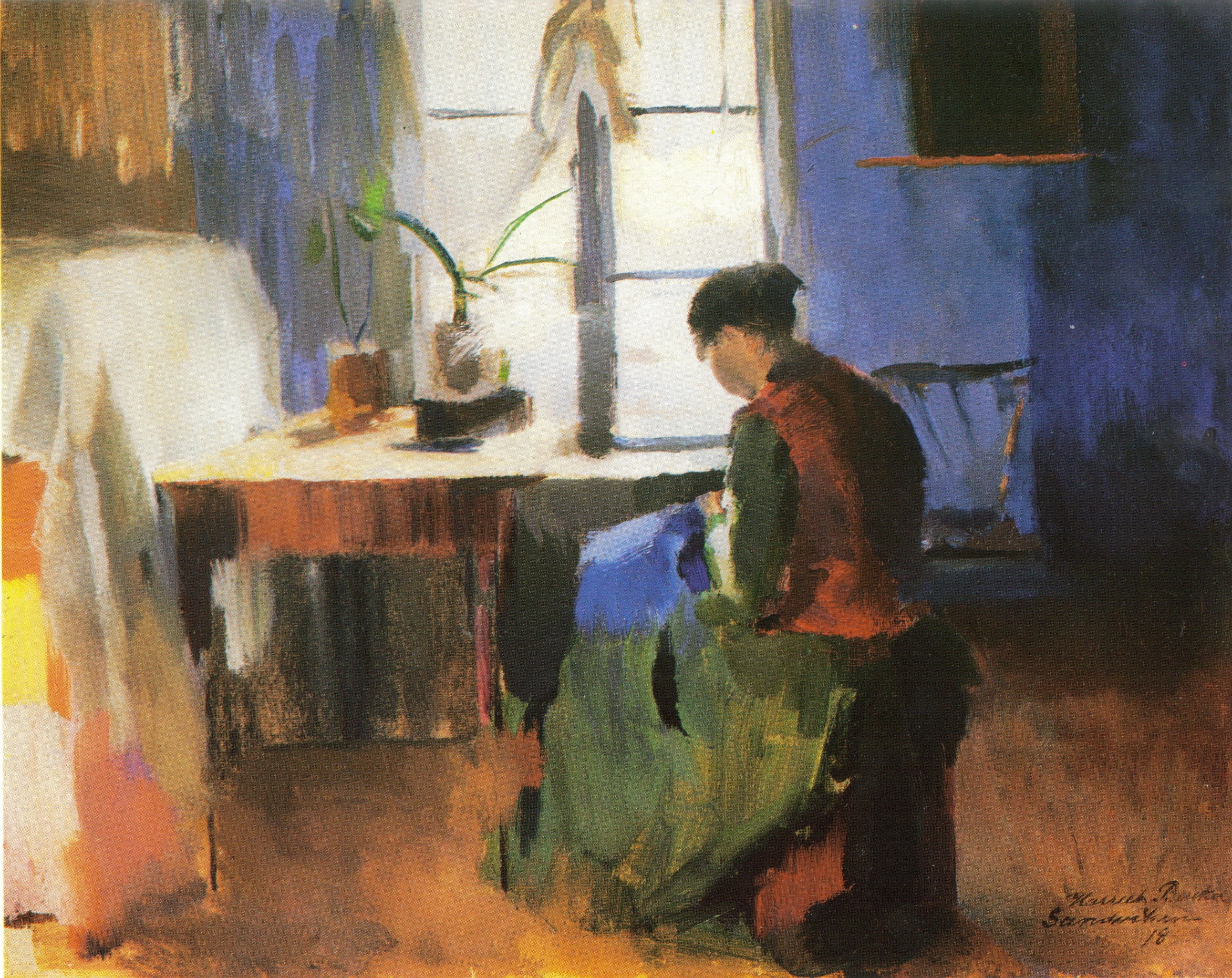
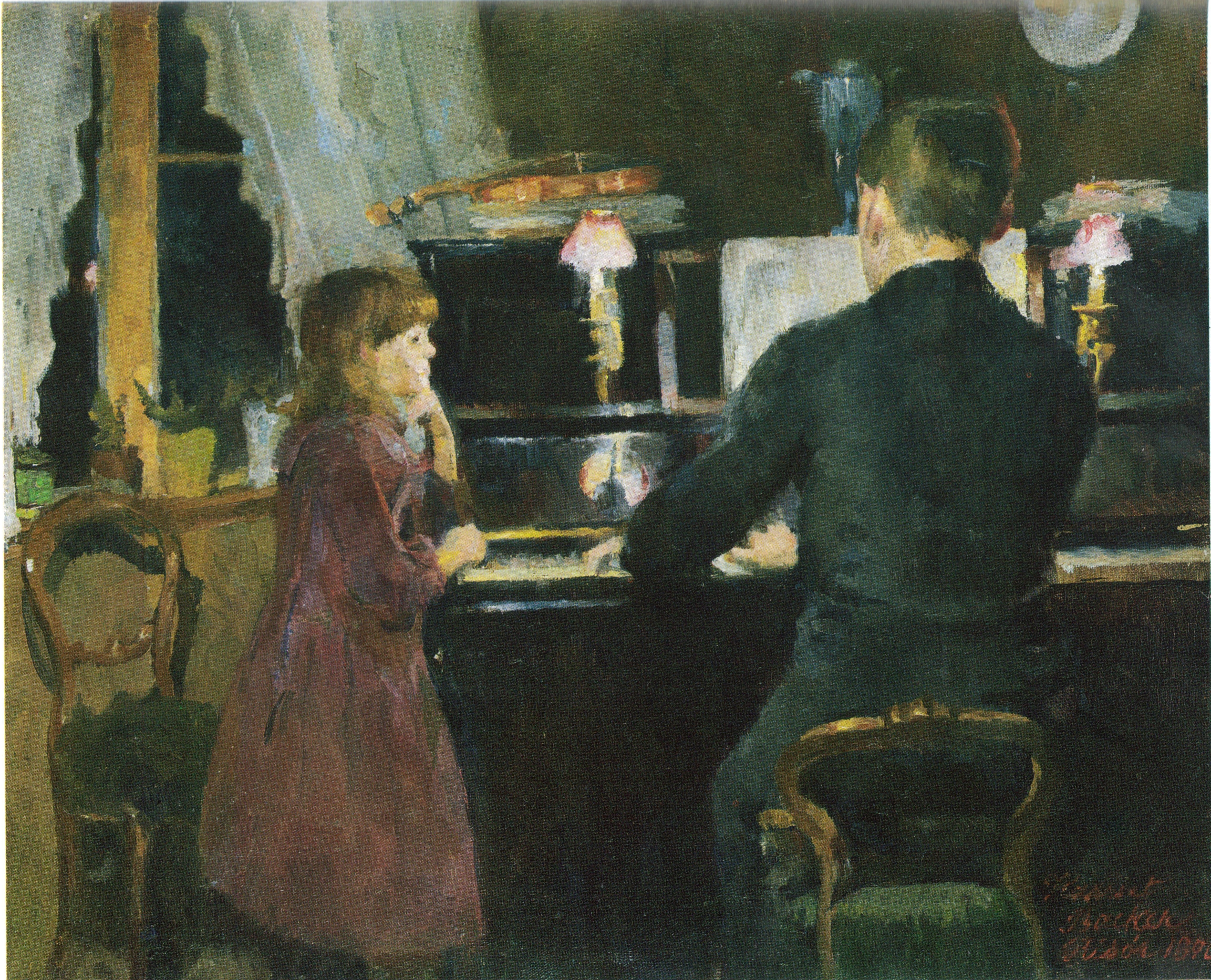
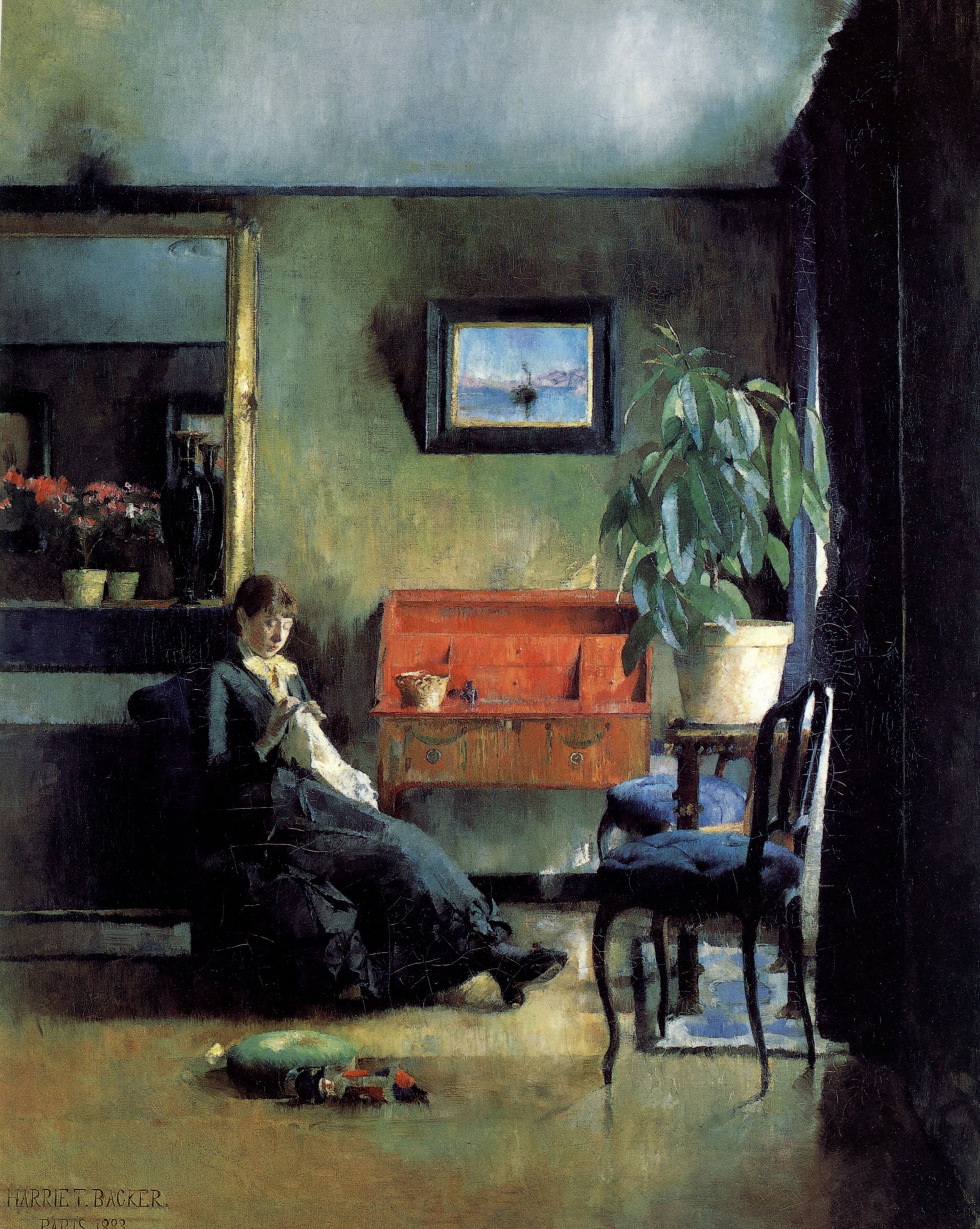
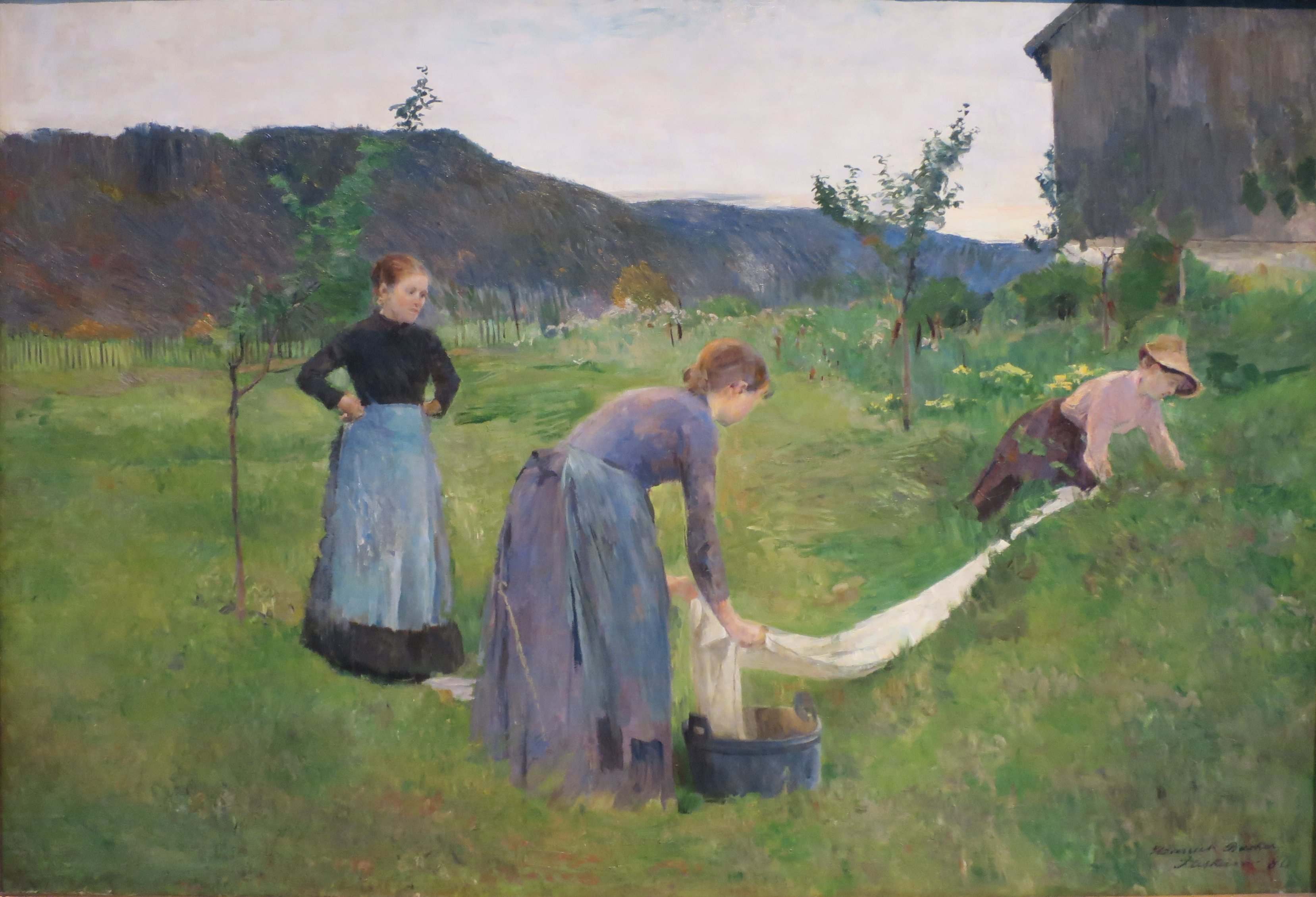
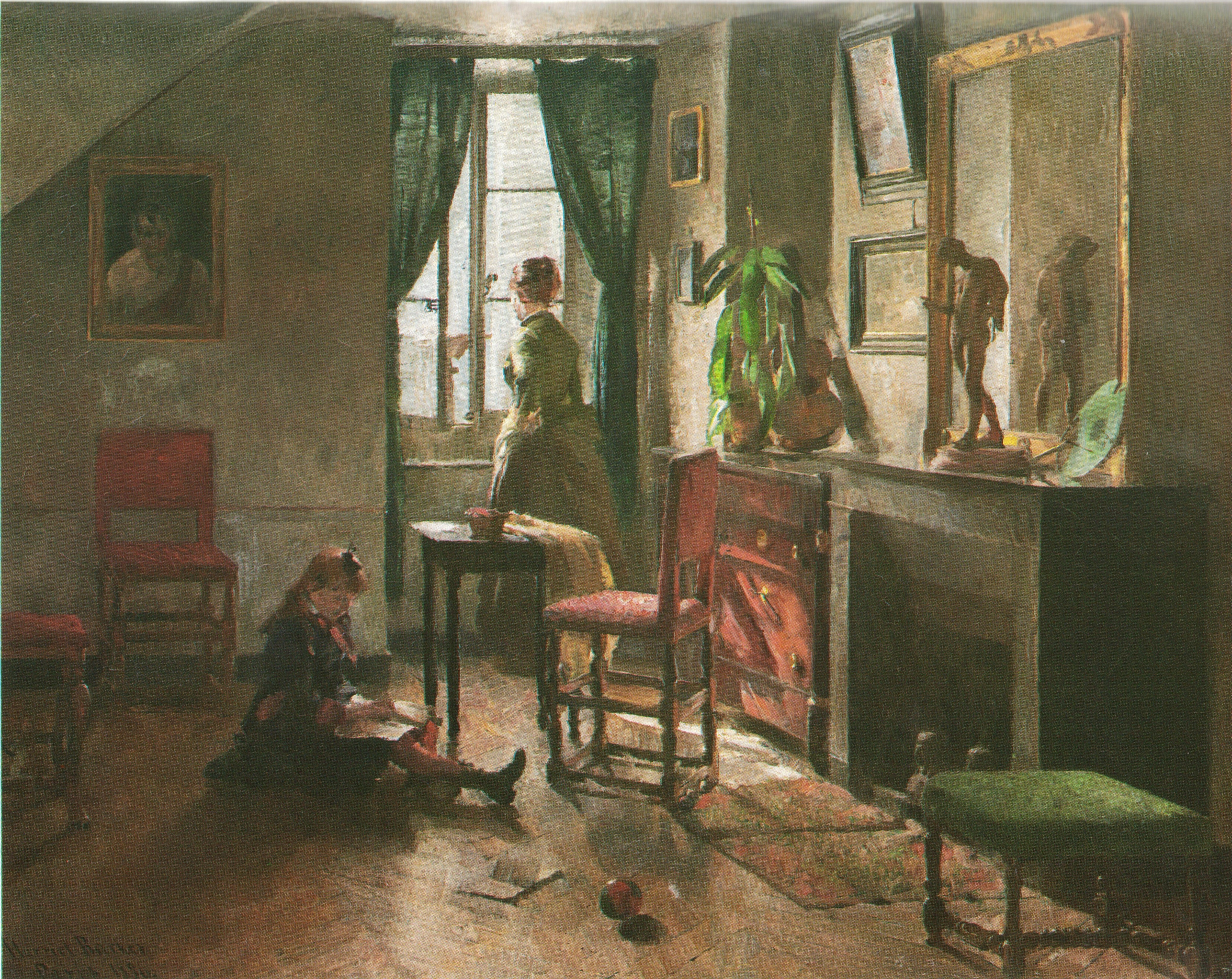
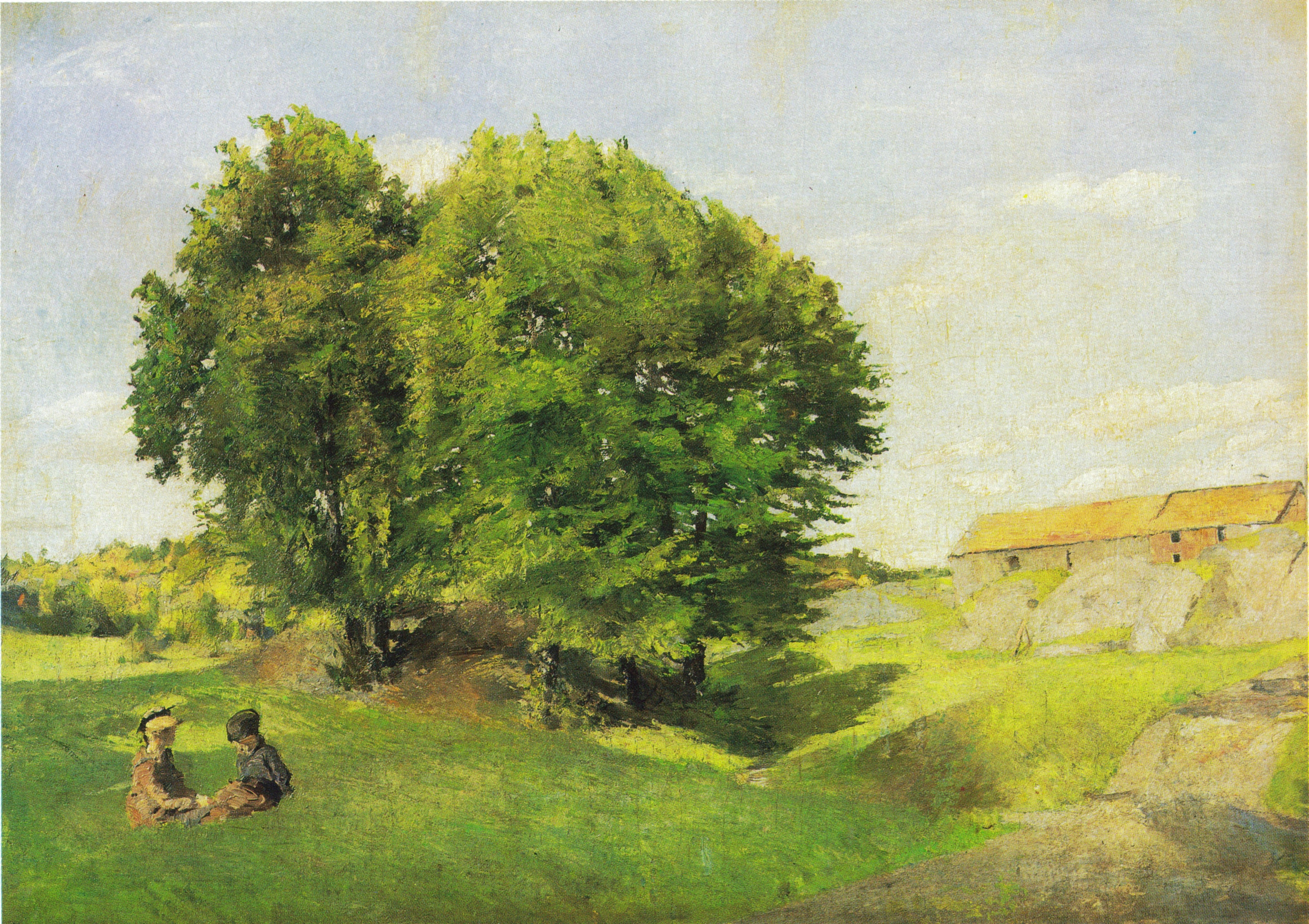
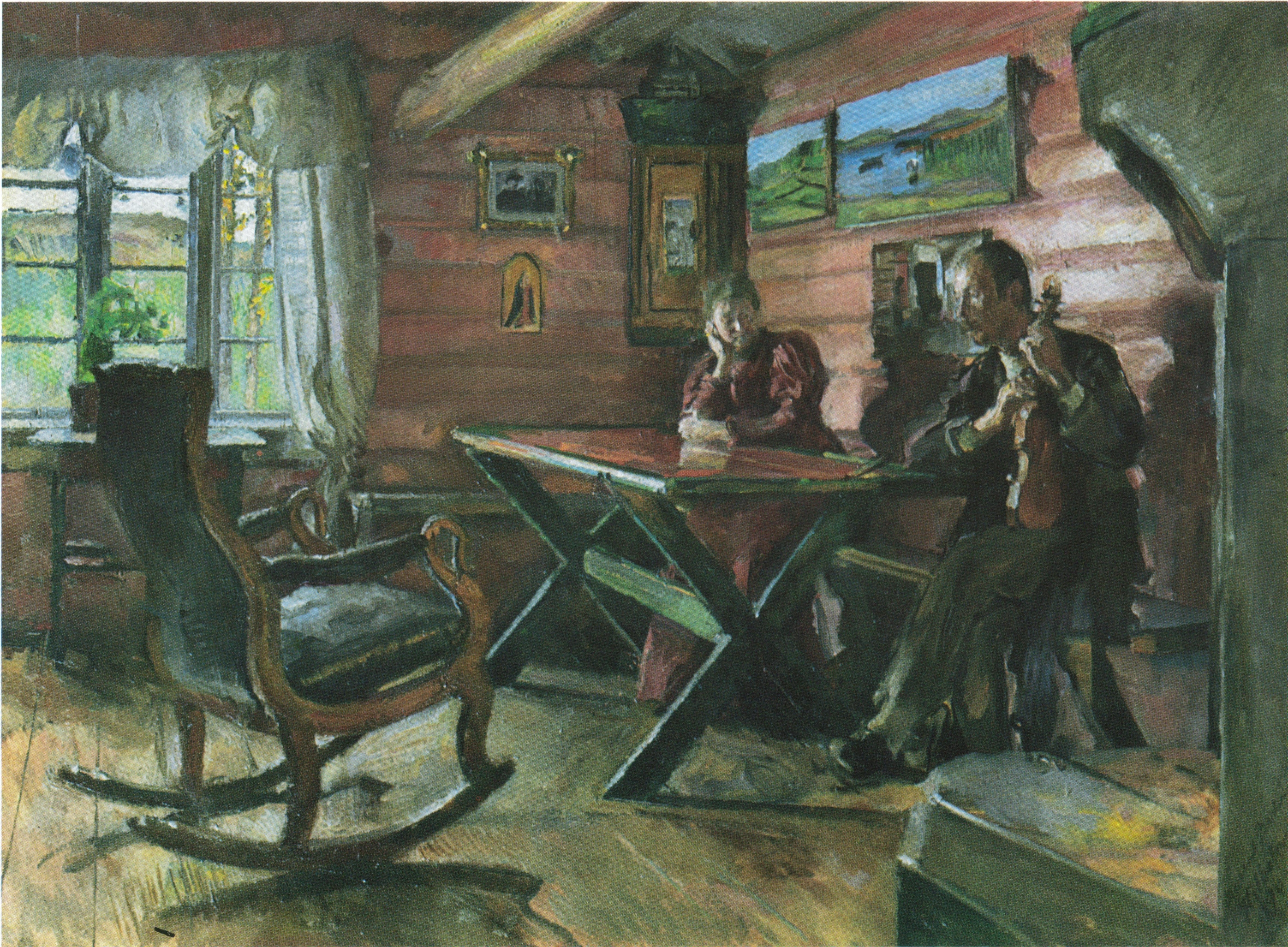
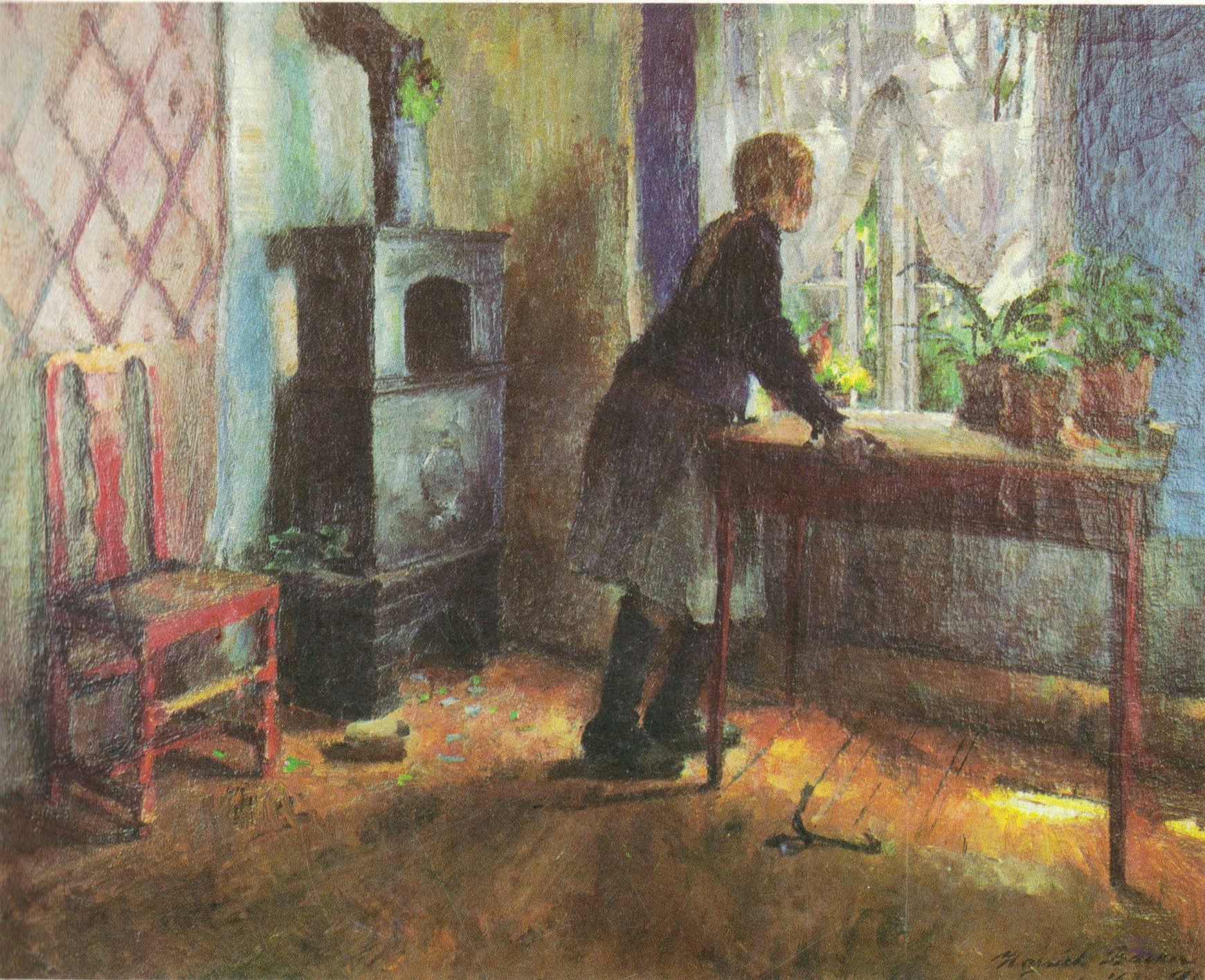
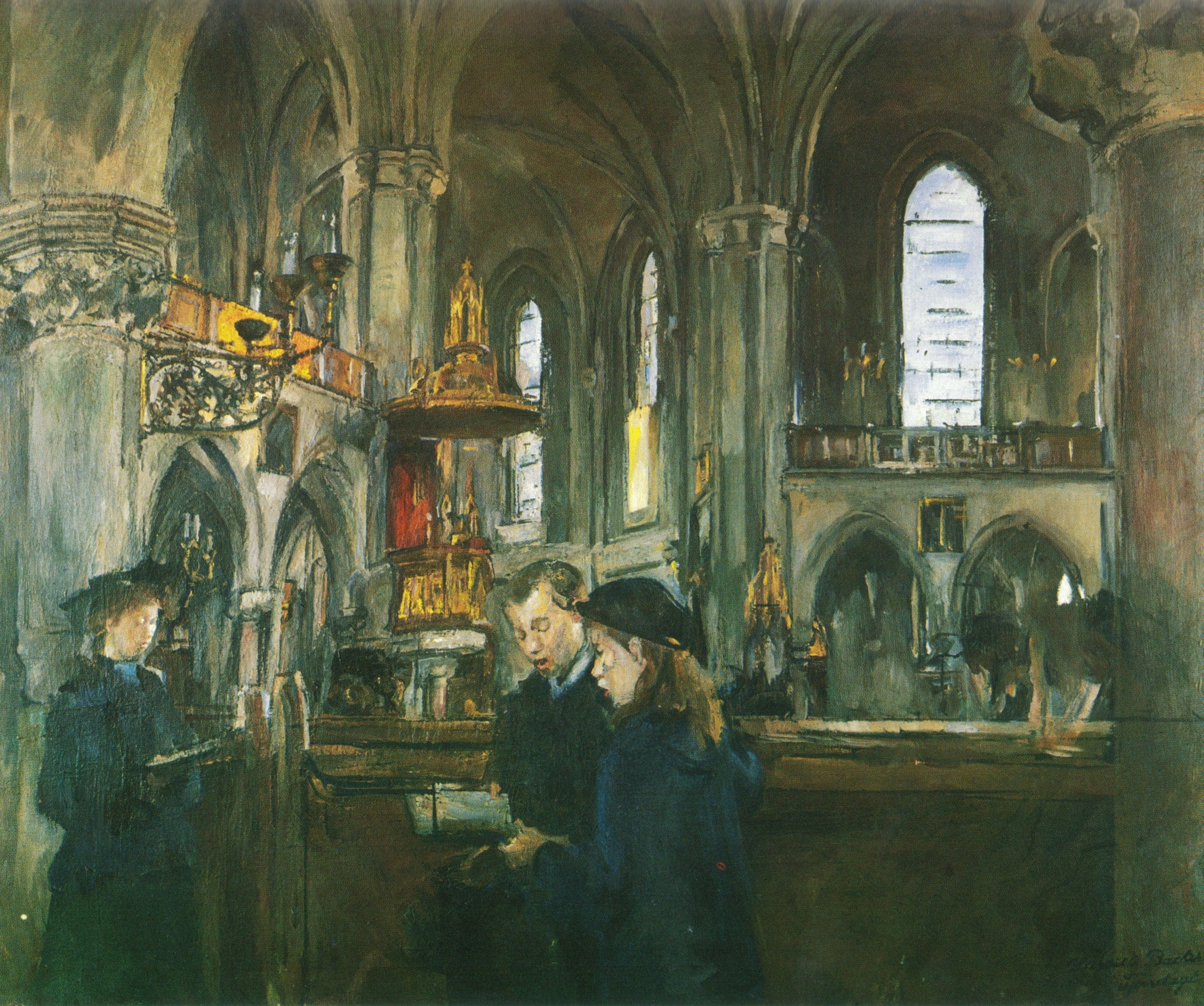